# Alekseï Roditchev
Alekseï Viktorovitch Roditchev (en russe : Алексей Викторович Родичев) est un joueur russe de volley-ball né le 24 mars 1988. Il mesure 1,97 m et joue réceptionneur-attaquant. Il totalise 3 sélections en équipe de Russie.

## Clubs
| Club                    | De        | À         |
| ----------------------- | --------- | --------- |
| Prikame Perm            | 2005-2006 | 2008-2009 |
| Gazprom-Iourga Sourgout | 2009-2010 | ...       |